# Élections législatives belges de 1906
Les élections législatives belges de 1906 ont eu lieu le 27 mai et ont offert la majorité absolue à la Chambre des représentants au Parti Catholique.

## Résultats
|       |                                             |                           |                           |                           |
| Parti | Parti                                       | Chambre des représentants | Chambre des représentants | Chambre des représentants |
| Parti | Parti                                       | Voix                      | %                         | Sièges                    |
|       | Parti catholique - Parti ouvrier catholique | 636 446                   | 54,3                      | 88                        |
|       | Cartel libéral-socialiste                   | 224 357                   | 19,1                      | 12                        |
|       | Parti libéral                               | 207 341                   | 17,7                      | 37                        |
|       | Parti ouvrier belge                         | 72 224                    | 6,2                       | 25                        |
|       | Autres                                      | 32 460                    | 2,7                       | 0                         |
|       | Blancs et nuls                              | 28 950                    |                           |                           |
| Total | Total                                       | 1 201 778                 | 100                       | 85                        |